# Чумляцька сільська рада
Чумля́цька сільська рада (рос. Чумлякский сельский совет) — сільське поселення у складі Щучанського району Курганської області Росії.
Адміністративний центр — село Чумляк.
Населення сільського поселення становить 1072 особи (2017; 1304 у 2010, 1552 у 2002).

## Склад
До складу сільського поселення входять:
| Населений пункт        | Населення, осіб (2002) | Населення, осіб (2010) |
| ---------------------- | ---------------------- | ---------------------- |
| Красний Увал, присілок | 75                     | 75                     |
| Кузнецово, присілок    | 80                     | 51                     |
| Снігурі, селище        | 50                     | 3                      |
| Совєтська, присілок    | 255                    | 207                    |
| Чумляк, село           | 1092                   | 968                    |